# Biserica fortificată din Cincșor
Biserica evanghelică fortificată din Cincșor din comuna Voila, a fost construită începând cu secolul XIII. Ansamblul care cuprinde biserica evanghelică și incinta fortificată figurează pe lista monumentelor istorice 2010, cod LMI BV-II-a-A-11634.

## Localitatea
Cincșor , mai demult Cincu Mic, Șincșor, Șinchișor (în dialectul săsesc Kli-Schink, Klišink, în germană Klein-Schenk, Kleinschenk, în trad. "Hanul Mic", în maghiară Kissink) este un sat în partea de vest a județului Brașov, la contactul podișului Podișul Hârtibaciului cu Depresiunea Făgărașului. Aparține de comuna Voila.
Biserica evanghelică din Cincșor se află în satul Cincșor, județul Brașov, la 14 km de Făgăraș și 3 km de Voila. De la Brașov sunt cca. 80 km, distanță similară cu cea Făgăraș - Sibiu. În anul 2011 comunitatea săsească a satului mai era compusă din 22 de locuitori. Așezarea a fost atestată documentar pentru prima dată în anul 1377 în listele fiscale papale (Rudbertus de Parvo Promotorio), cea de a doua menționare fiind în 1434 cand apare sub numele de "Kyssenk". În secolele care au urmat, Cincșor devine un adevărat bastion pe cursul Oltului în calea popoarelor migratoare, turcilor și tătarilor. Din această perioadă timpurie datează și biserica fortificată. Localitatea a aparținut dintotdeauna de Scaunul Cincului până la desființarea sa din anul 1876.

## Fortificația și biserica
Biserica prezentând un turn la vest este ridicată în anul 1427, lucrările de construcție începând de fapt în anul 1421. Biserica are hramul ,,Sfinții Apostoli Petru și Pavel”. La jumătatea secolului al XV-lea este ridicată prima incintă și este adăugat un etaj de apărare deasupra corului. Acesta prezintă o galerie scoasă în exterior, rezolvarea fiind este de tip hourds, varianta în demiboisage consistând într-o structură de susținere din lemn completată cu paiantă . Biserica fortificată din Cincșor este una din cele mai bine conservate biserici din Transilvania, modificările survenite de-a lungul secolelor fiind minimale.
Ansamblul  bisericii fortificate este compus dintr-o biserică construită în stilul goticului târziu, clopotniță, patru turnuri de apărare și două incinte împrejmuite de către ziduri de apărare. În imediata apropiere a bisericii se regăsesc două edificii: fosta parohie evanghelică și fosta școală evanghelică. Biserica actuală a fost construită pe baza unei vechi bazilici romane cu turn (pe parte vestică), existentă încă din secolul al XIII-lea. Parterul prezintă o serie de arcade care se intersectează și se deschid în arcade rotunde spre naos. Pe peretelui naosului ridicat în stil gotic, se poate vedea anul 1421 al construcției sale. Acest an este considerat de către specialiști ca fiind anul în care s-a construit biserica în stil gotic. O data cu secolul al XV-lea are loc și ridicarea fortificației și turnurile care pot fi văzute și astăzi. În secolul al XIX-lea tavanul naosului este înlocuit cu unul din lemn. Orga bisericii a fost adusă de către Samuel Matz Birthalm și este datată din anul 1805. Orga din Cincșor este una dintre cele mai renumite orgi bisericești din Transilvania. În clopotniță există două clopote, unul mare datat din anul 1937 și unul mediu, datat din anul 1644.

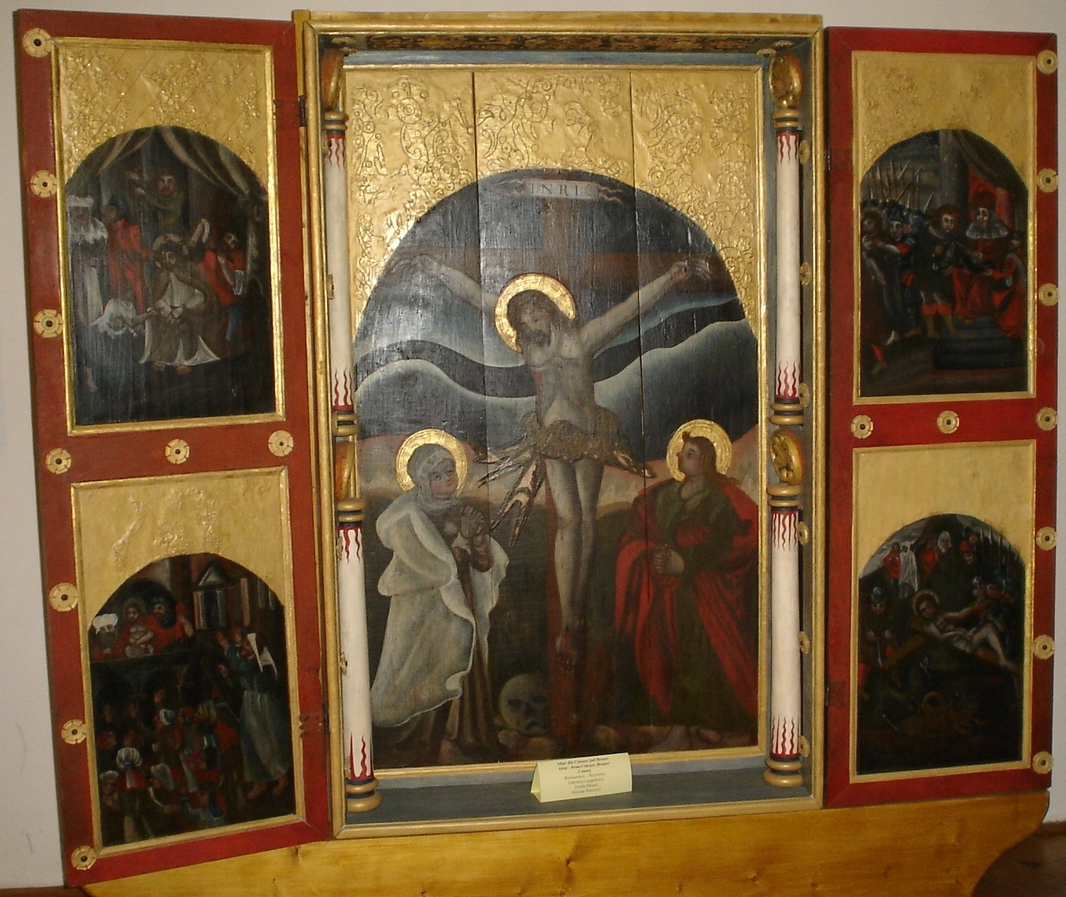
Vechiul altar triptic

Celebrul pictor transilvănean Carl Dörschlag a pictat actualul altar în anul 1868. Vechiul altar triptic se află la Muzeul Țării Făgărașului din anul 1951 și a fost restaurat în perioada 2004-2006 de către laboratorul zonal de restaurare al Complexului Muzeal ASTRA. Încercarea de datare a vechiului altar, a fost făcută de către istoricul sas Viktor Roth în lucrarea sa din anul 1916, Siebengürgische Altäre editată la Strassburg. Astfel, el consideră că altarul a fost pictat în anul 1655 în același atelier în care s-a pictat și cel din Agnita în anul 1650. Deoarece nu apare inscripționat anul pictării, Viktor Roth crede că acesta era menționat pe coronamentul care însoțea altarul, în mod similar ca și la cel din Agnita.
În cadrul micului muzeu din cadrul bisericii se pot vedea: un potir similar cu cele din Birthalm și Cincu, datat în secolul al XV-lea și un clopot mic din anul 1499.
Fortificațiile din jurul edificiului de cult au fost ridicate pe la mijlocul secolului al XV-lea, ele având o formă poligonală, zidurile de apărare fiind dublate. Ele se aseamnă cu fortificațiile din Ațel și Felmer.

## Galerie de imagini

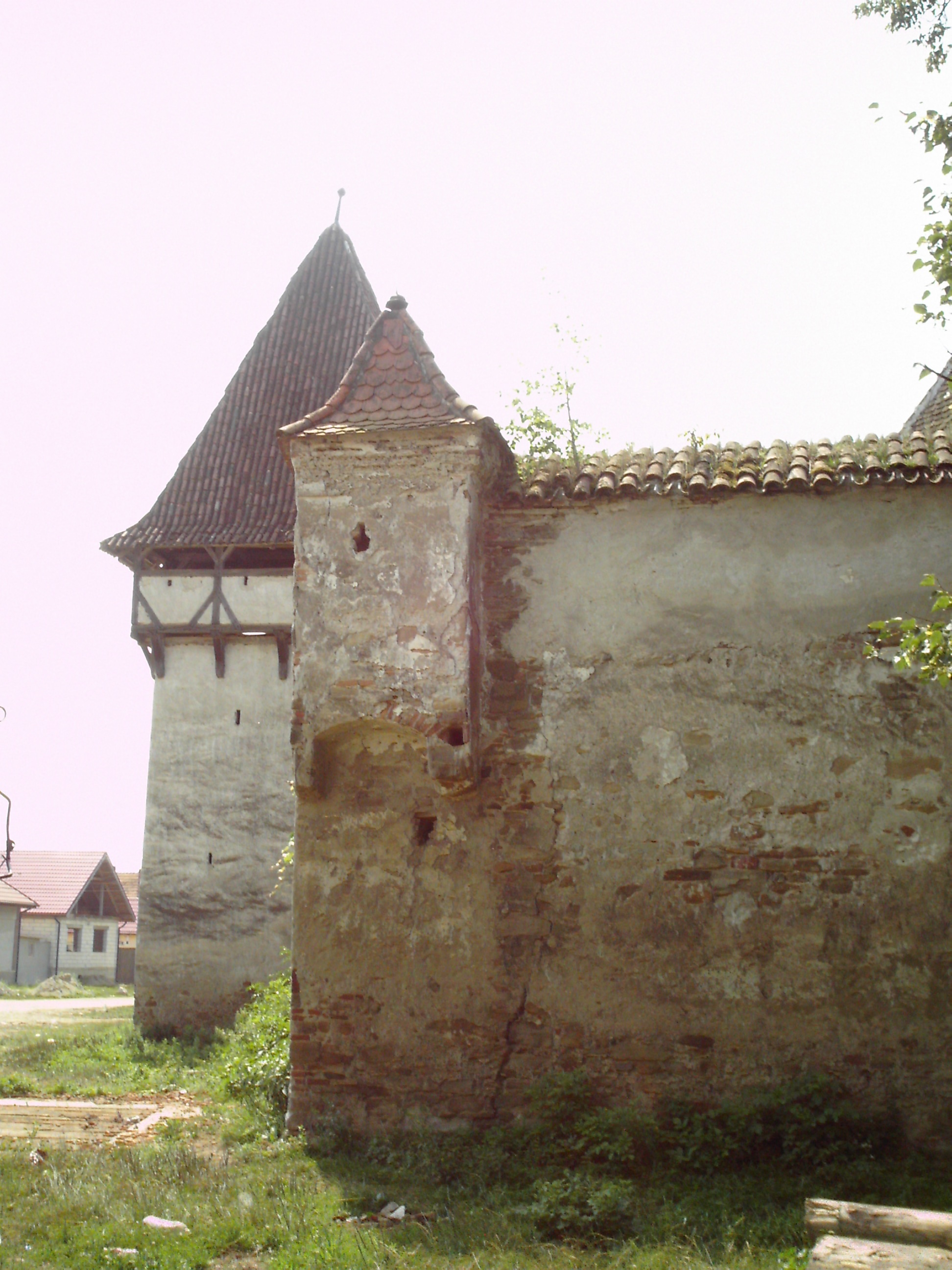
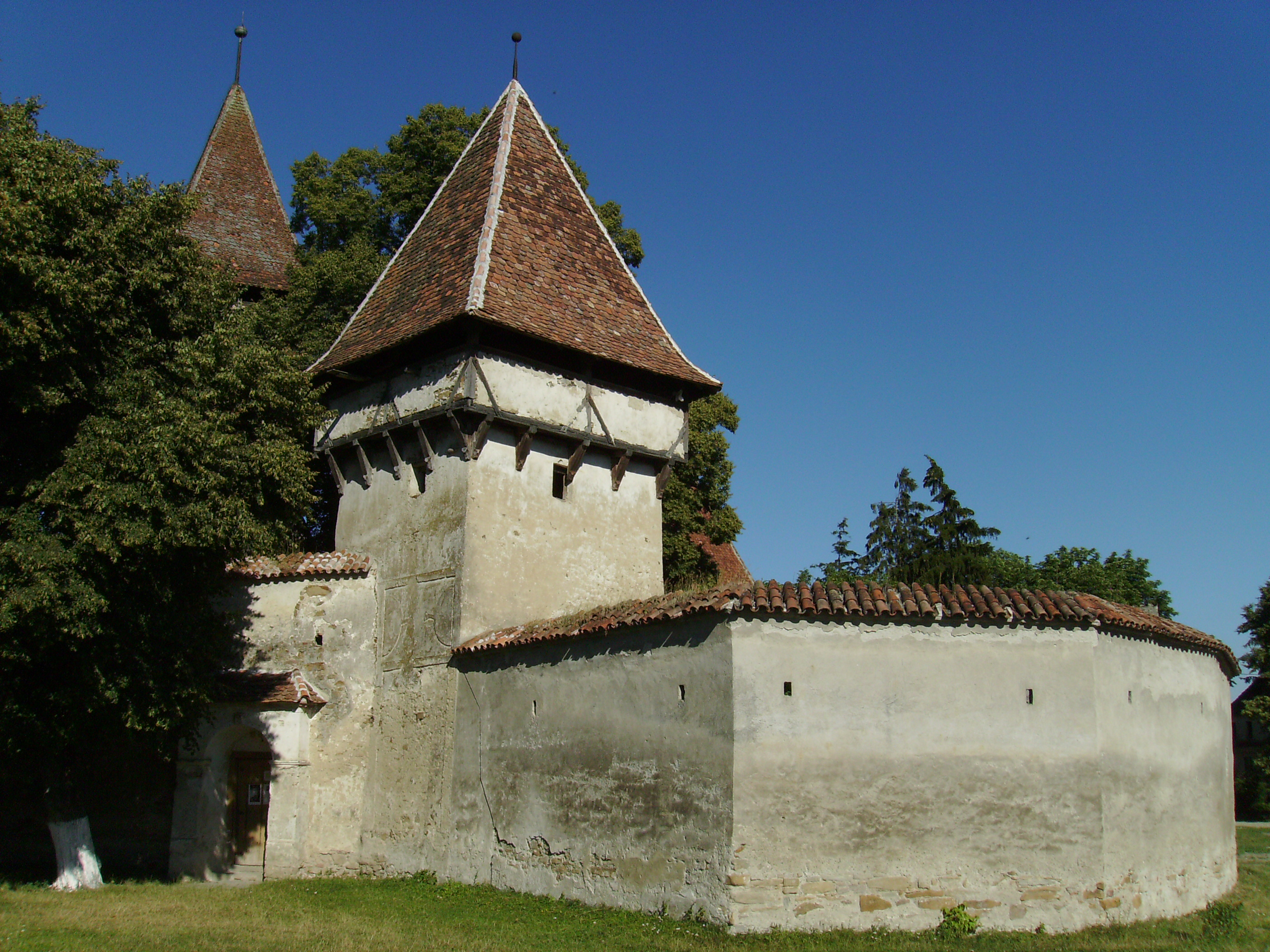
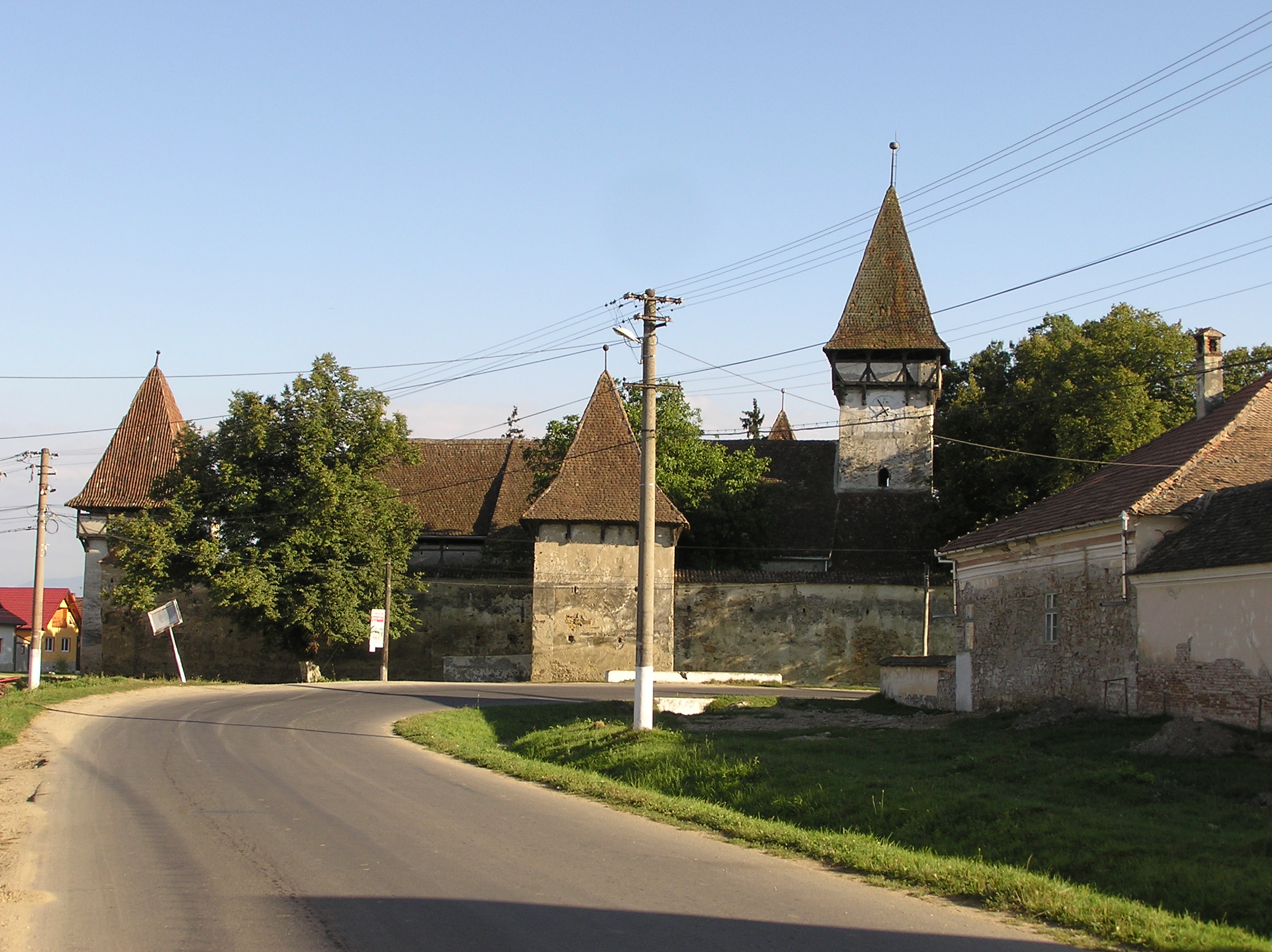
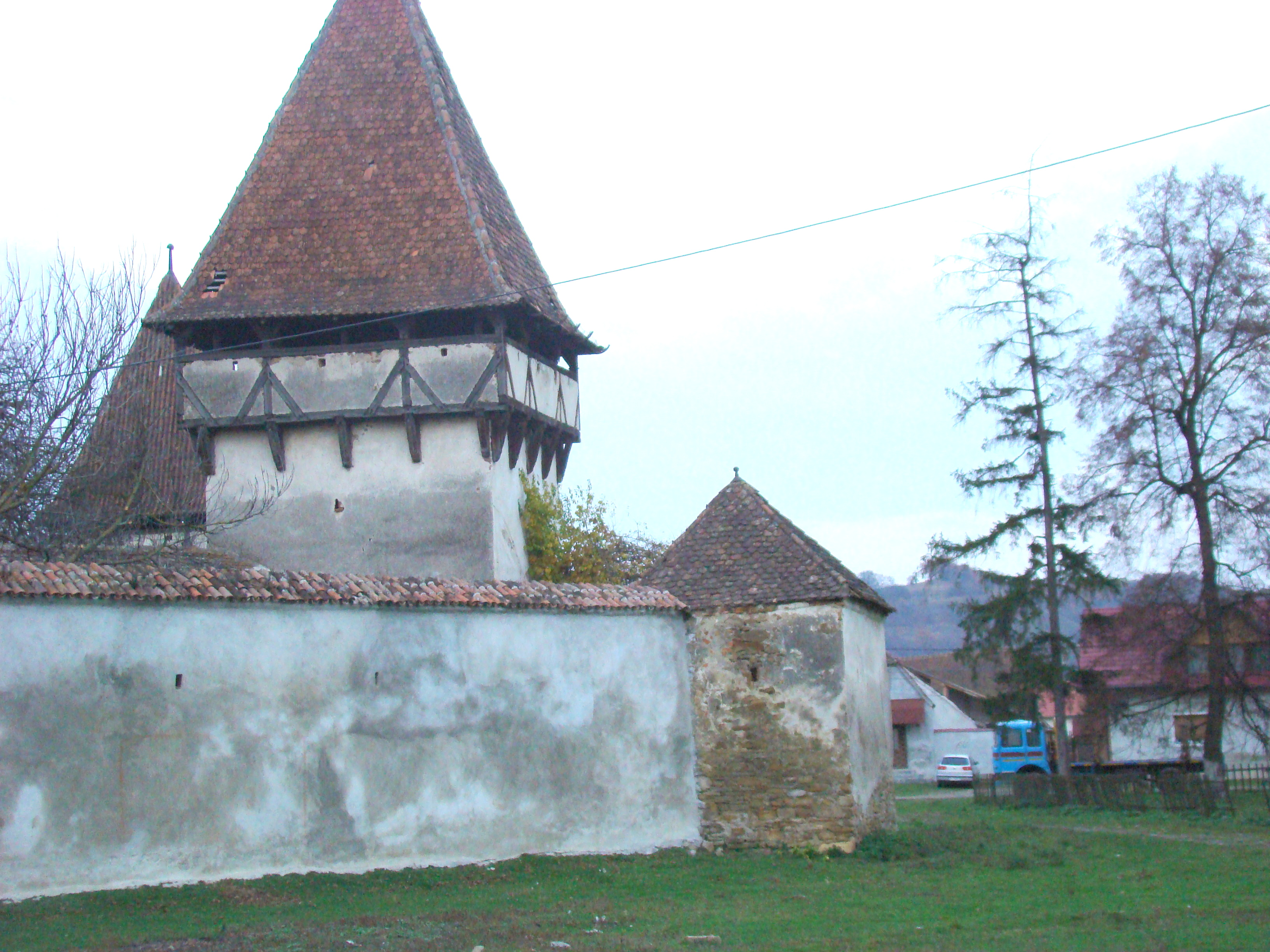
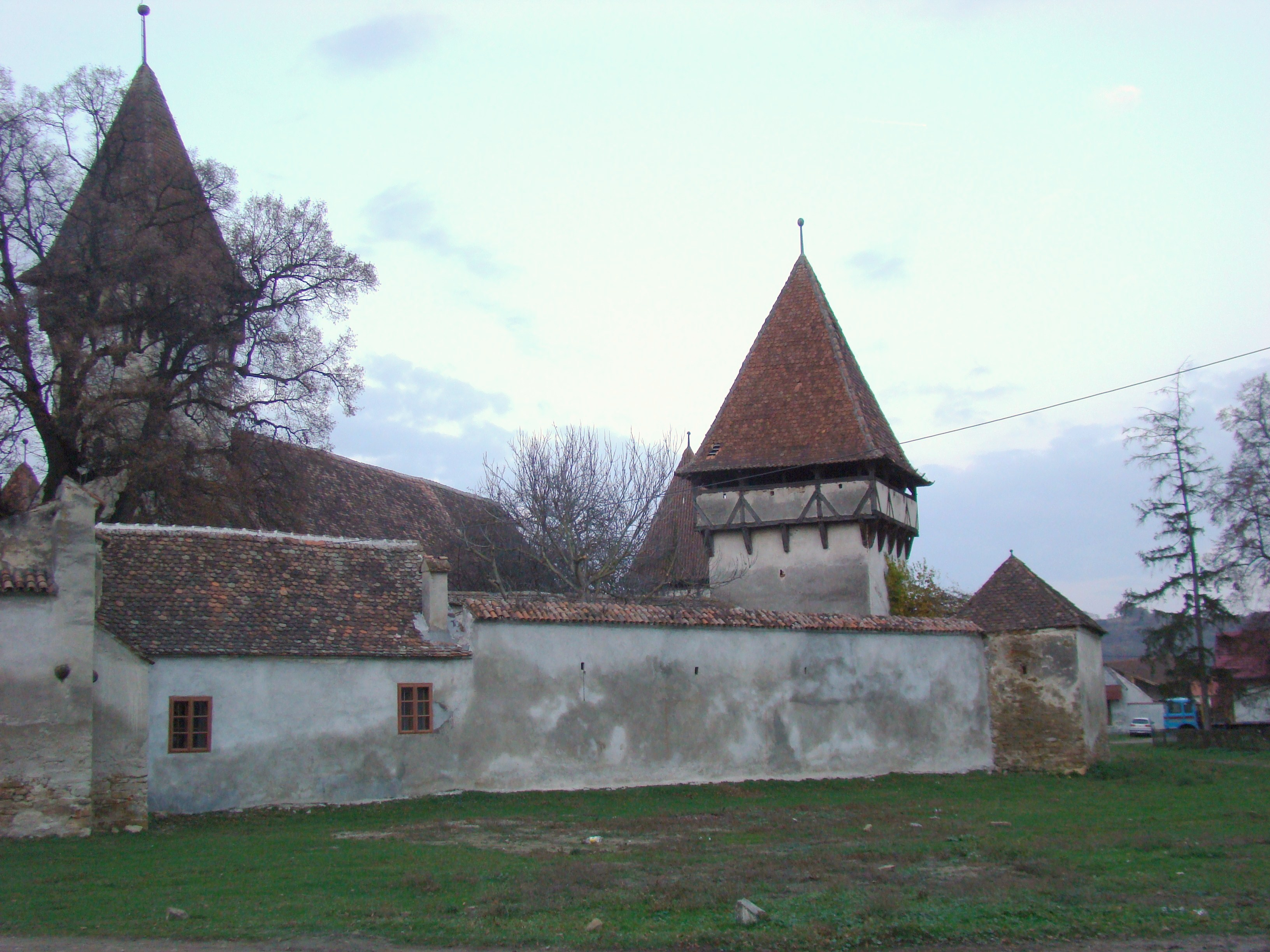
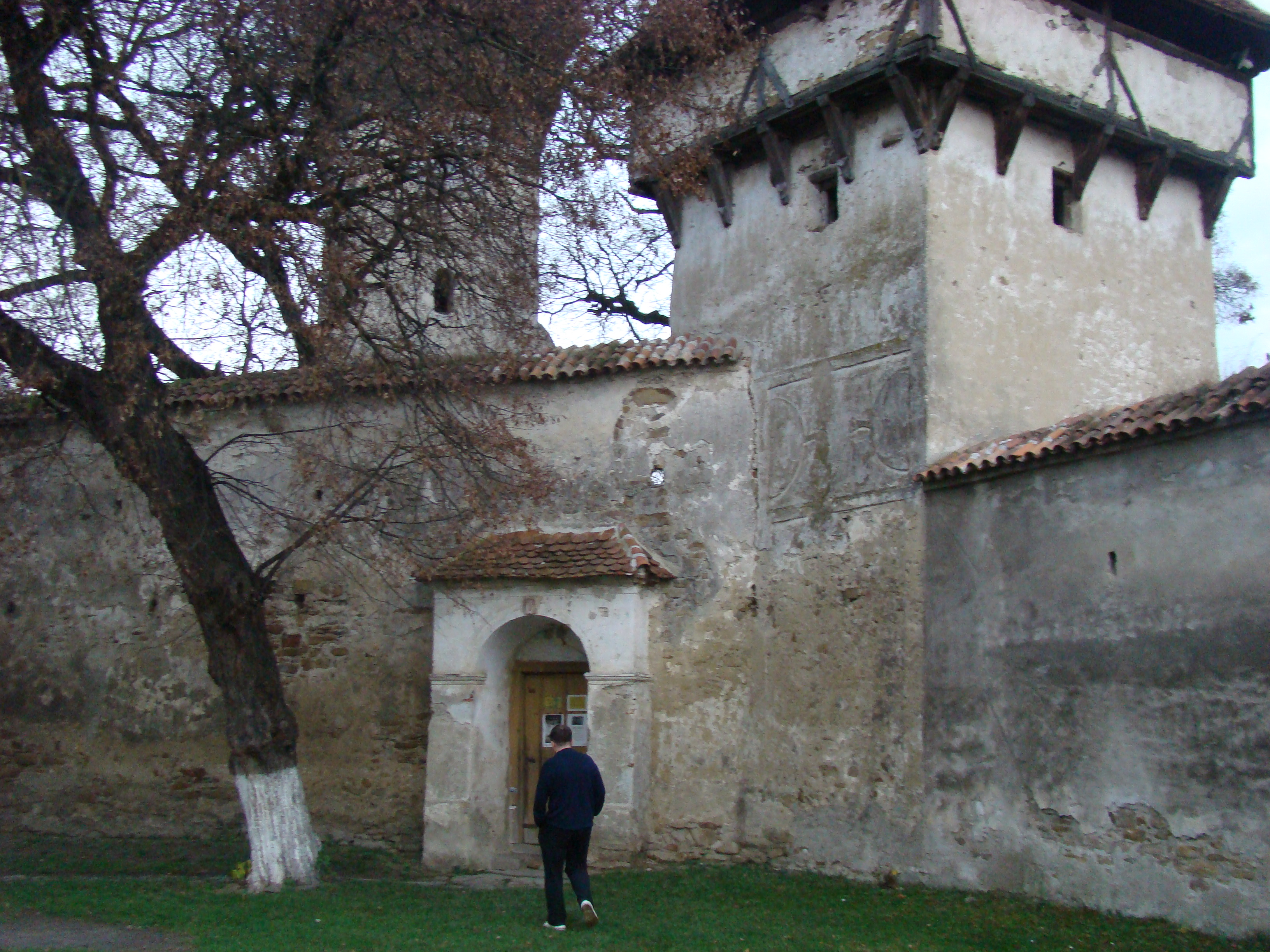
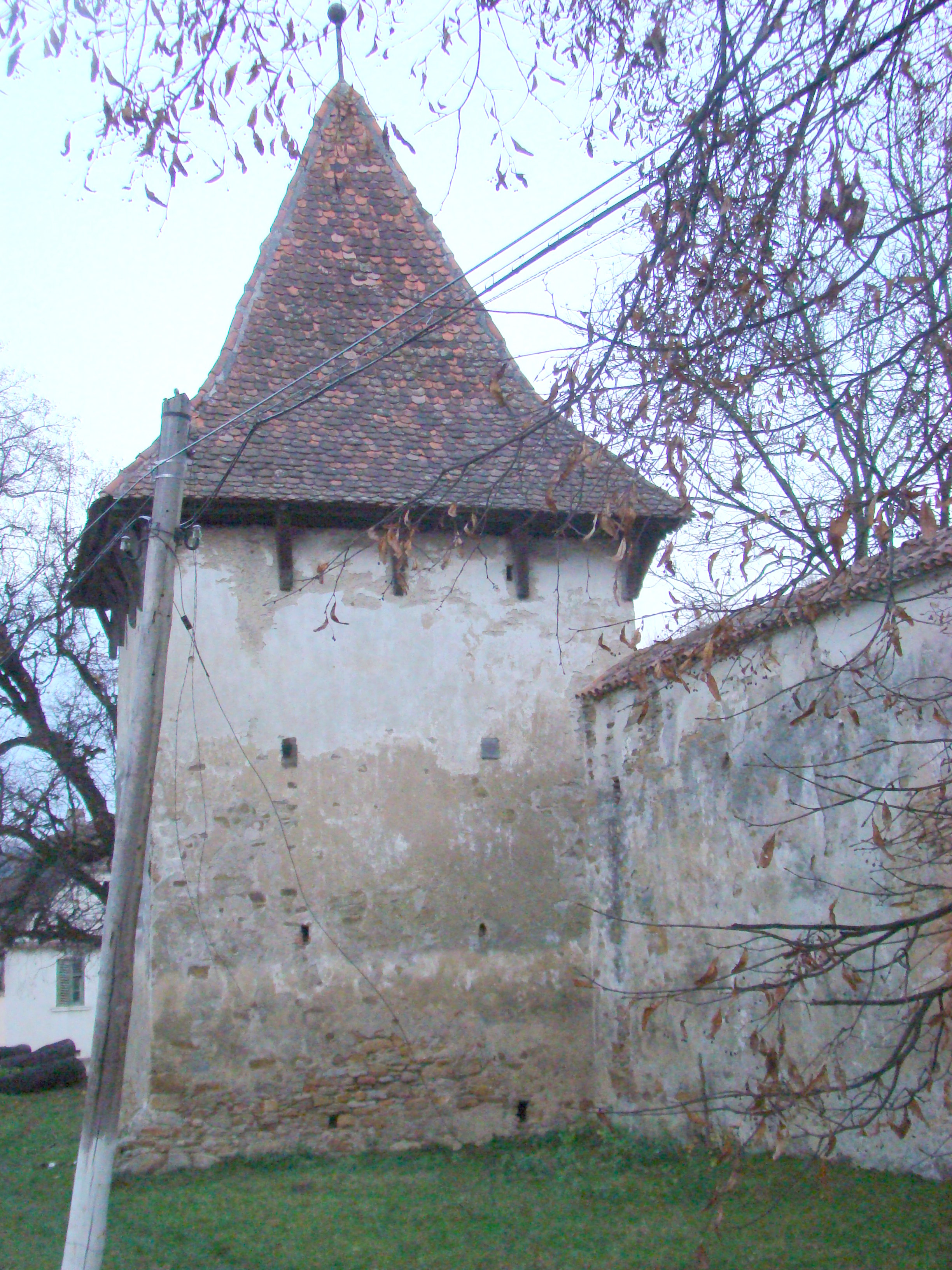
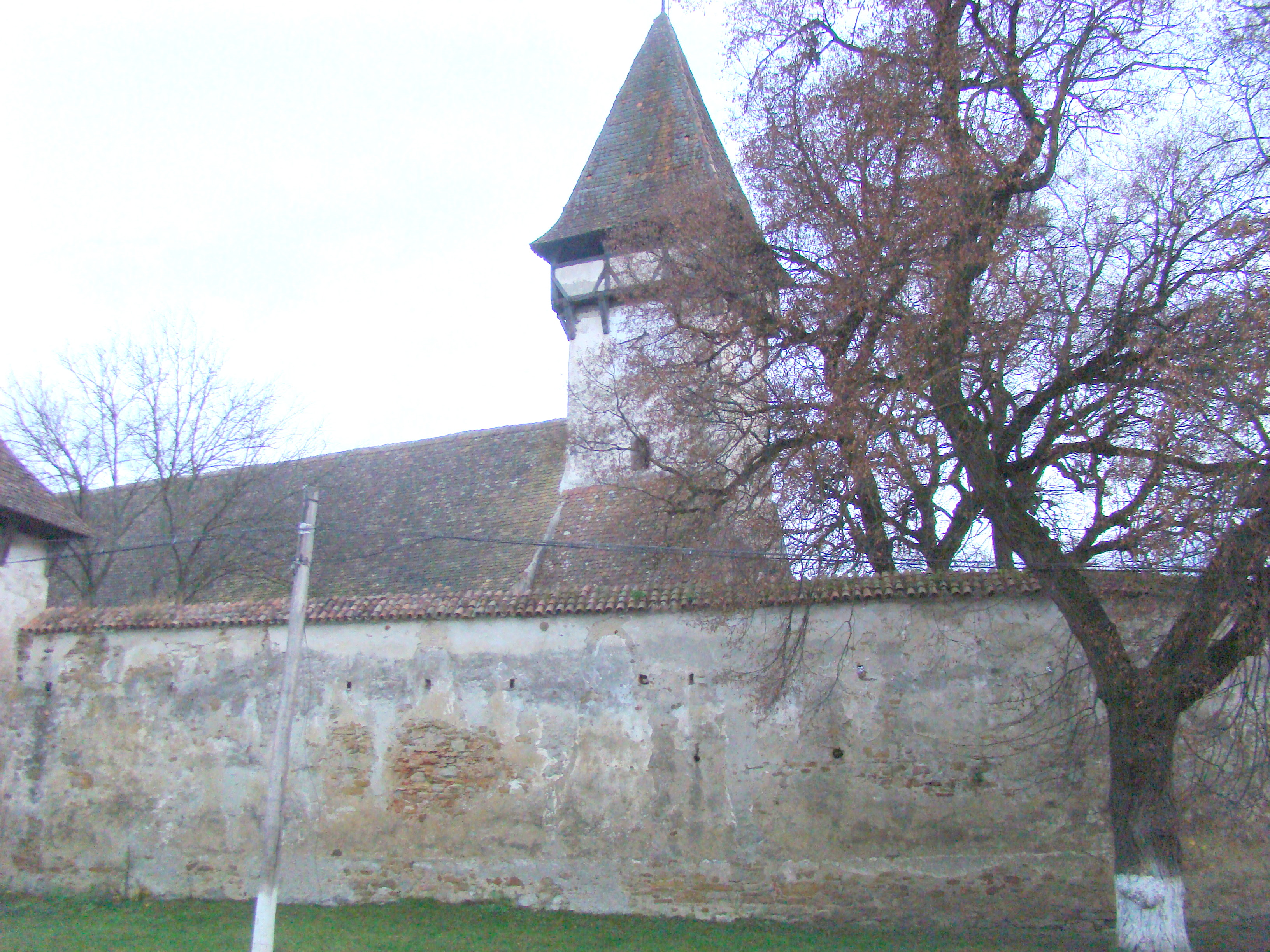
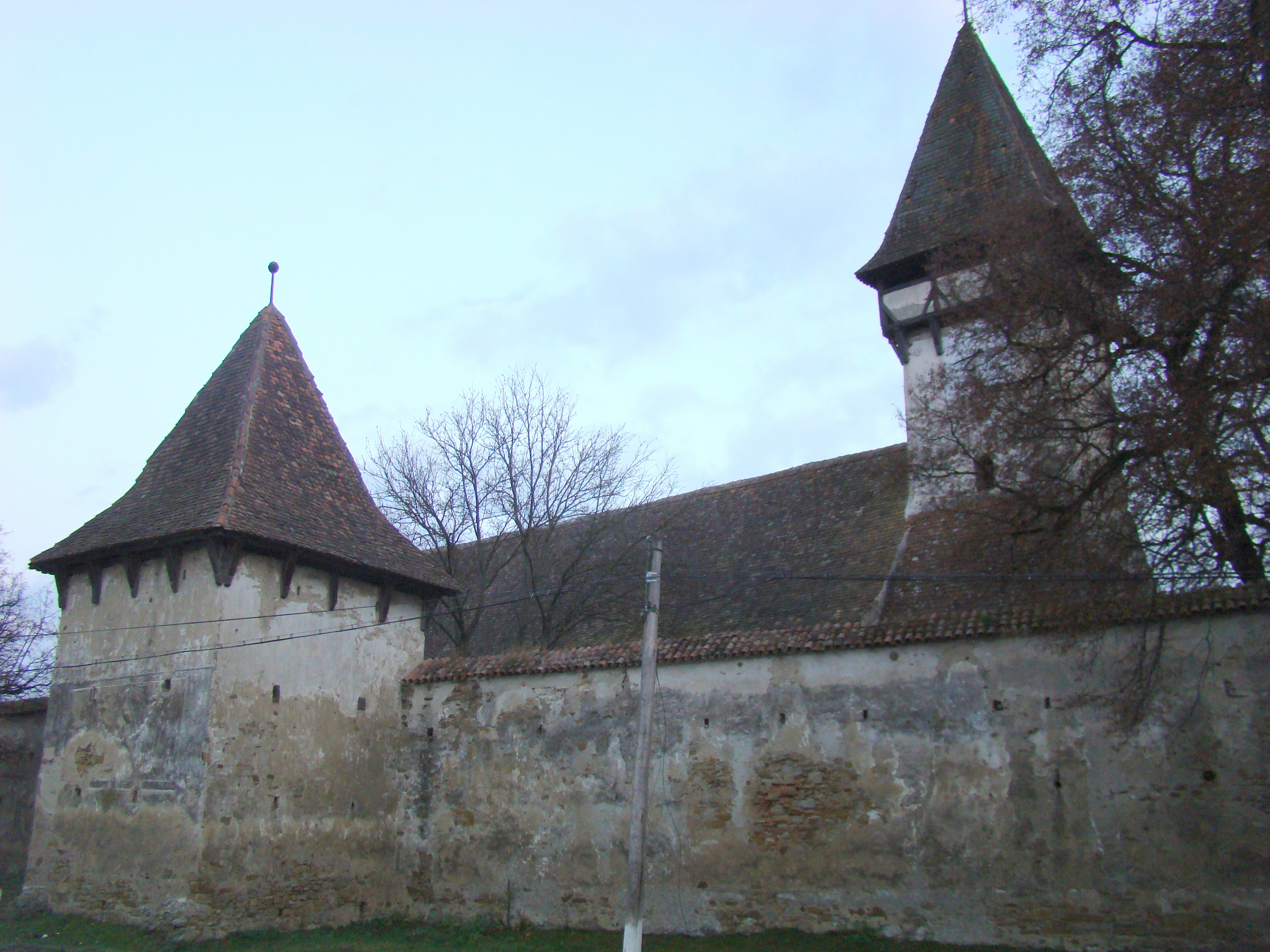
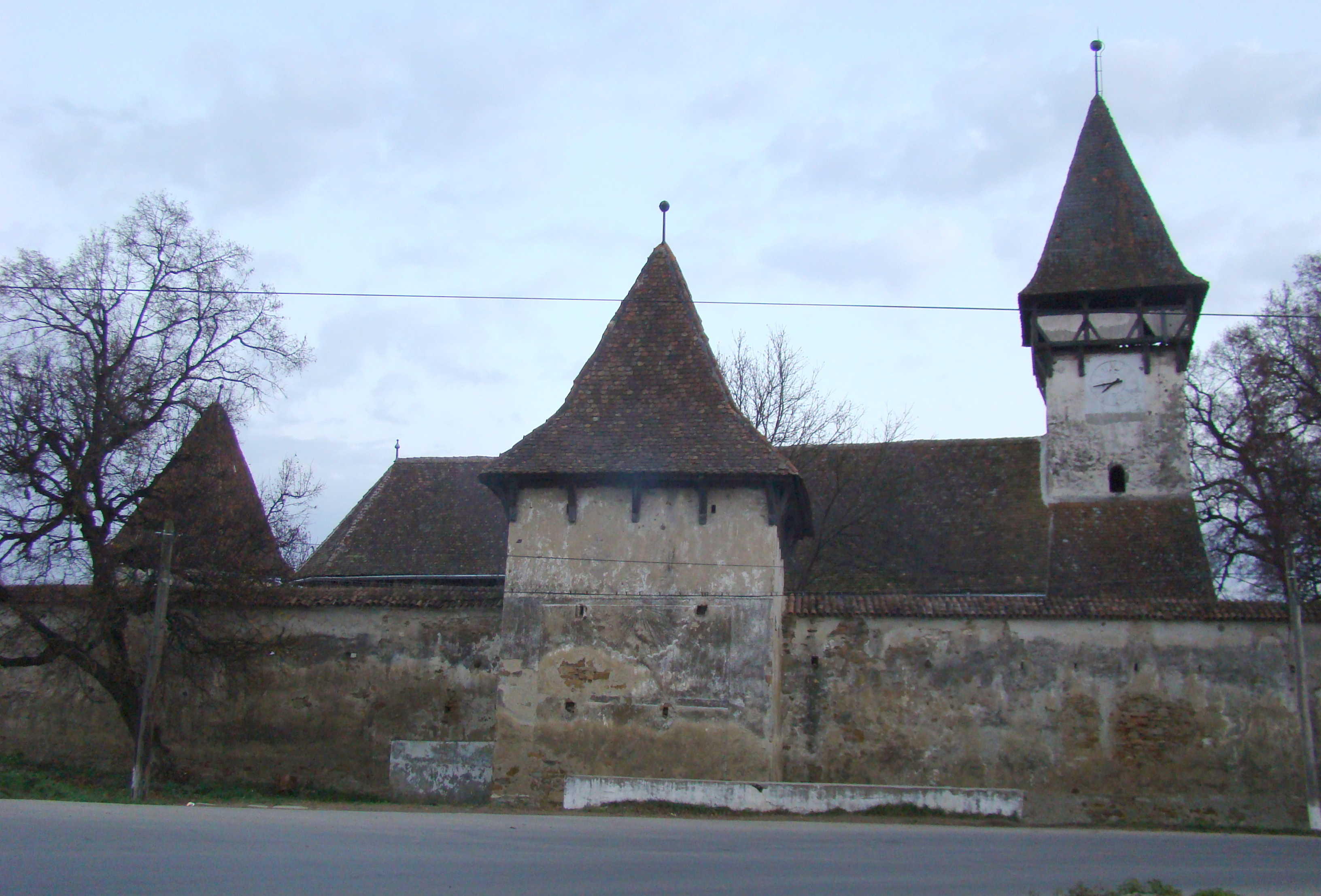
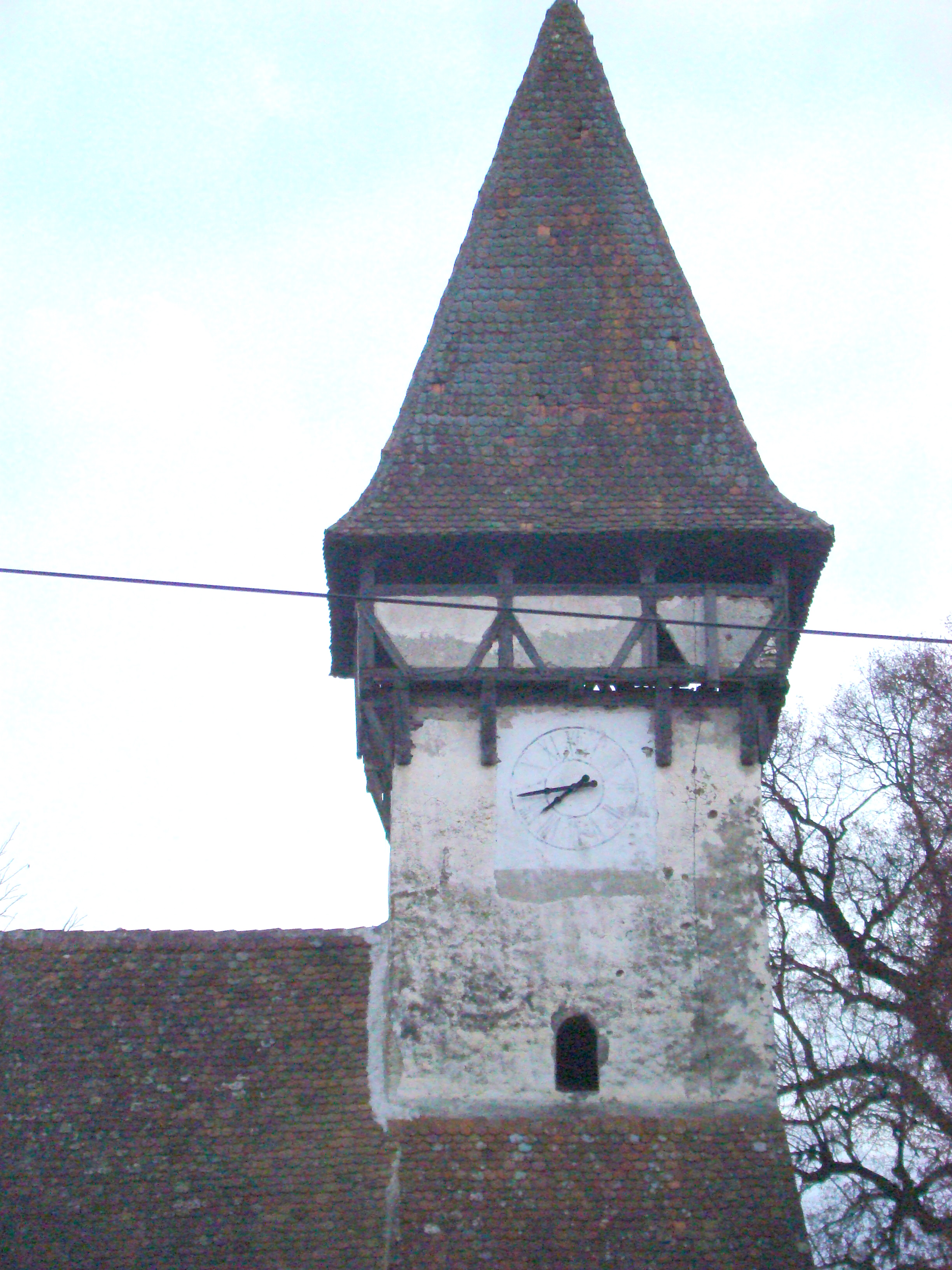
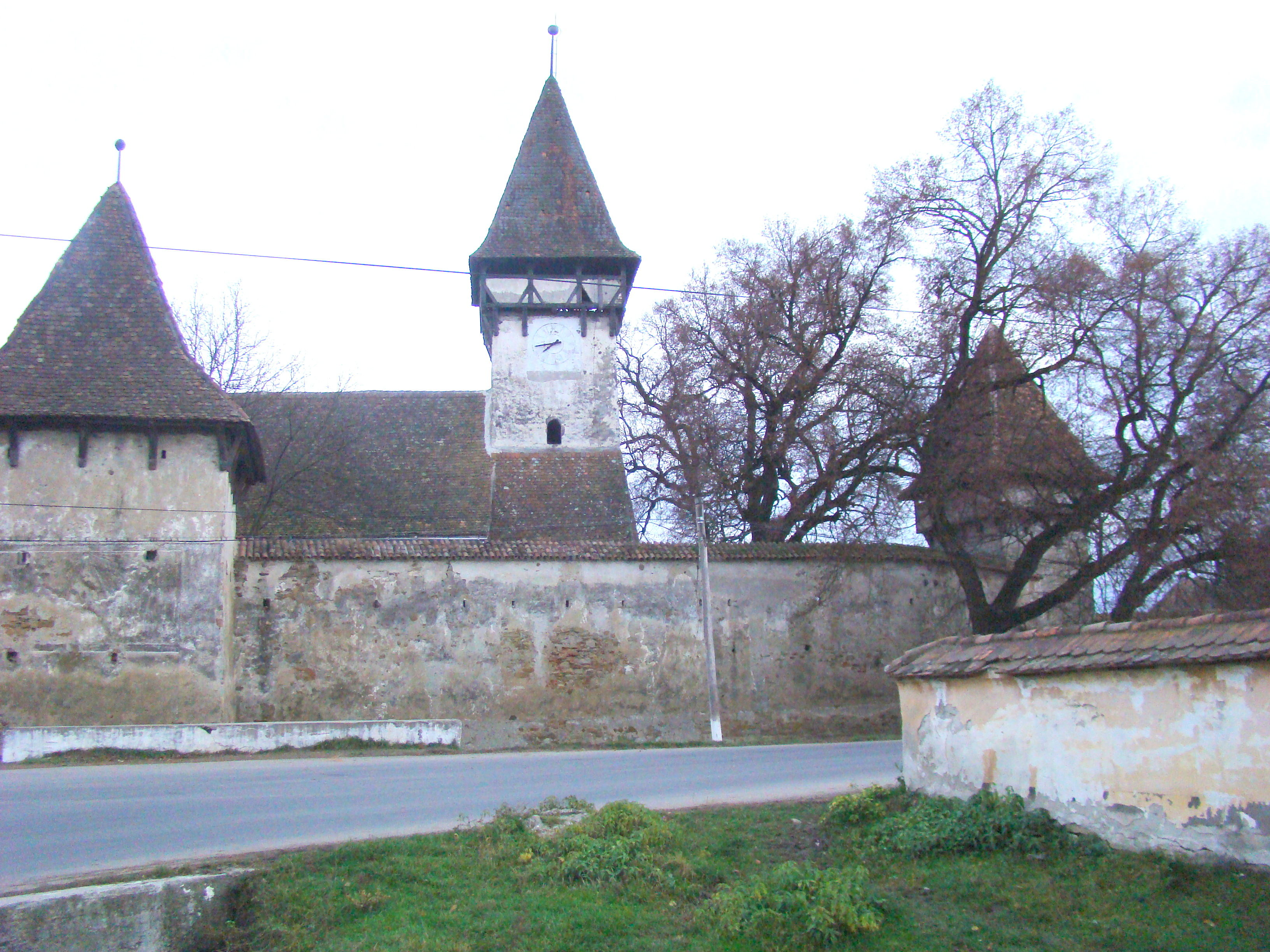
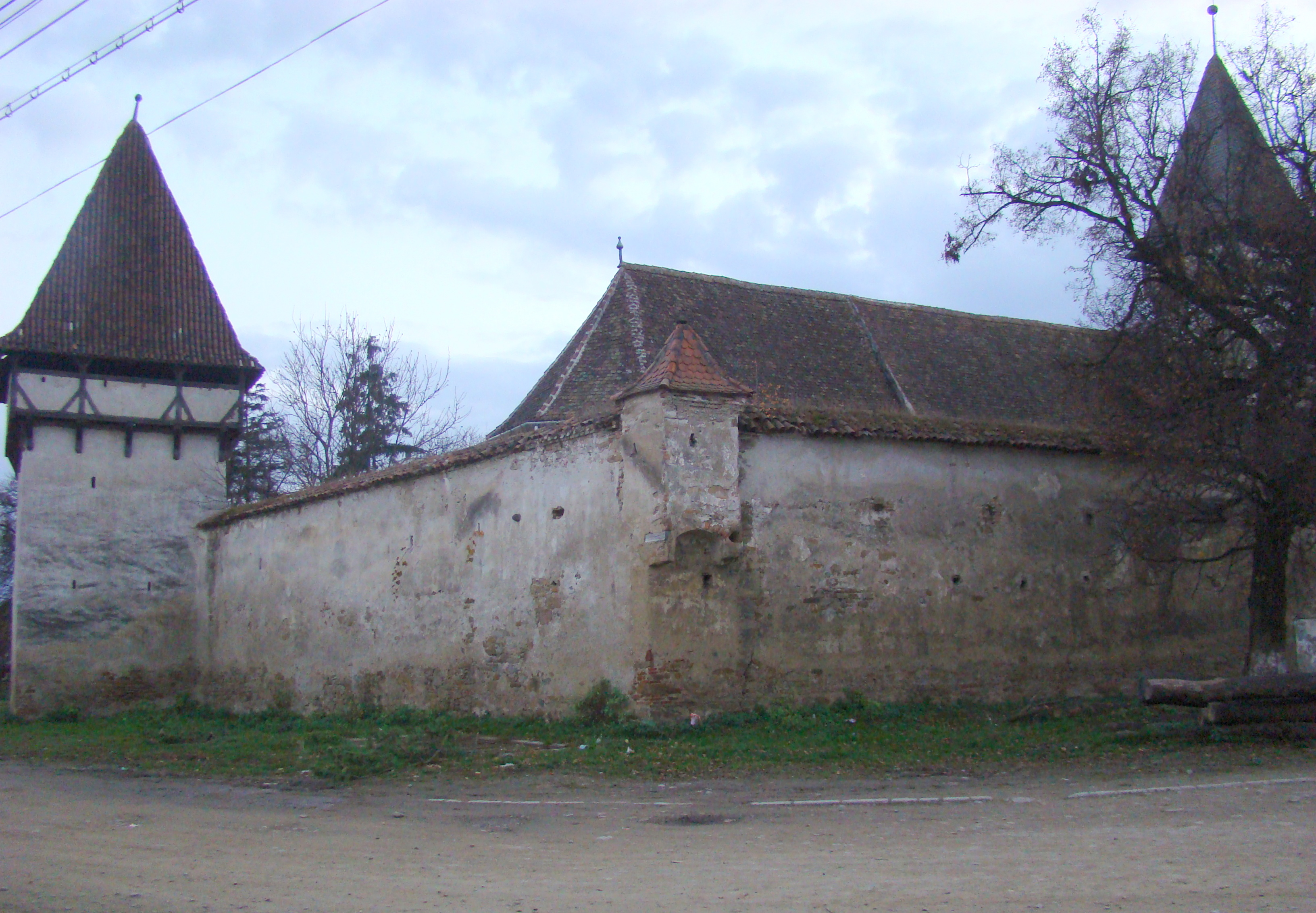
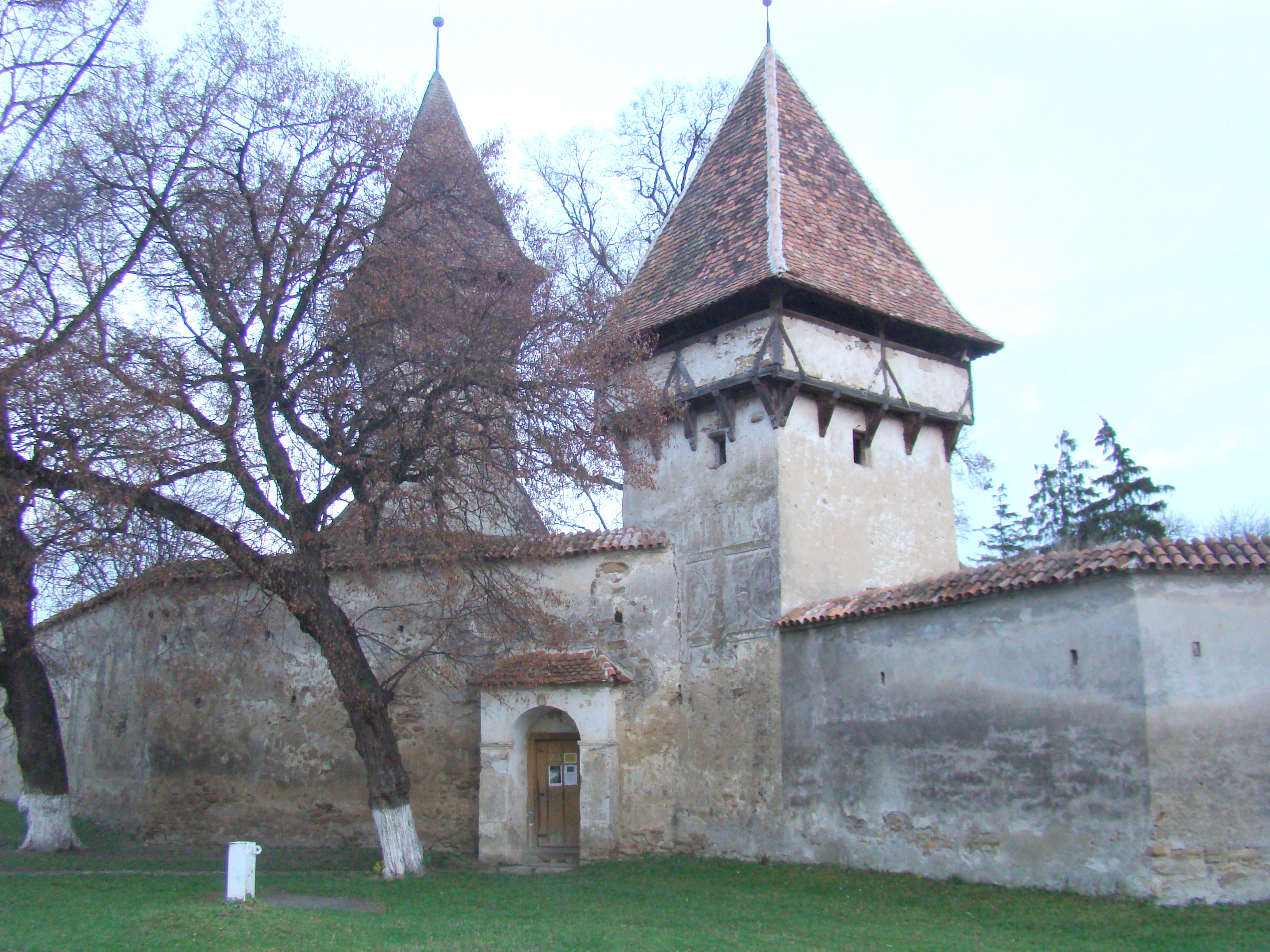
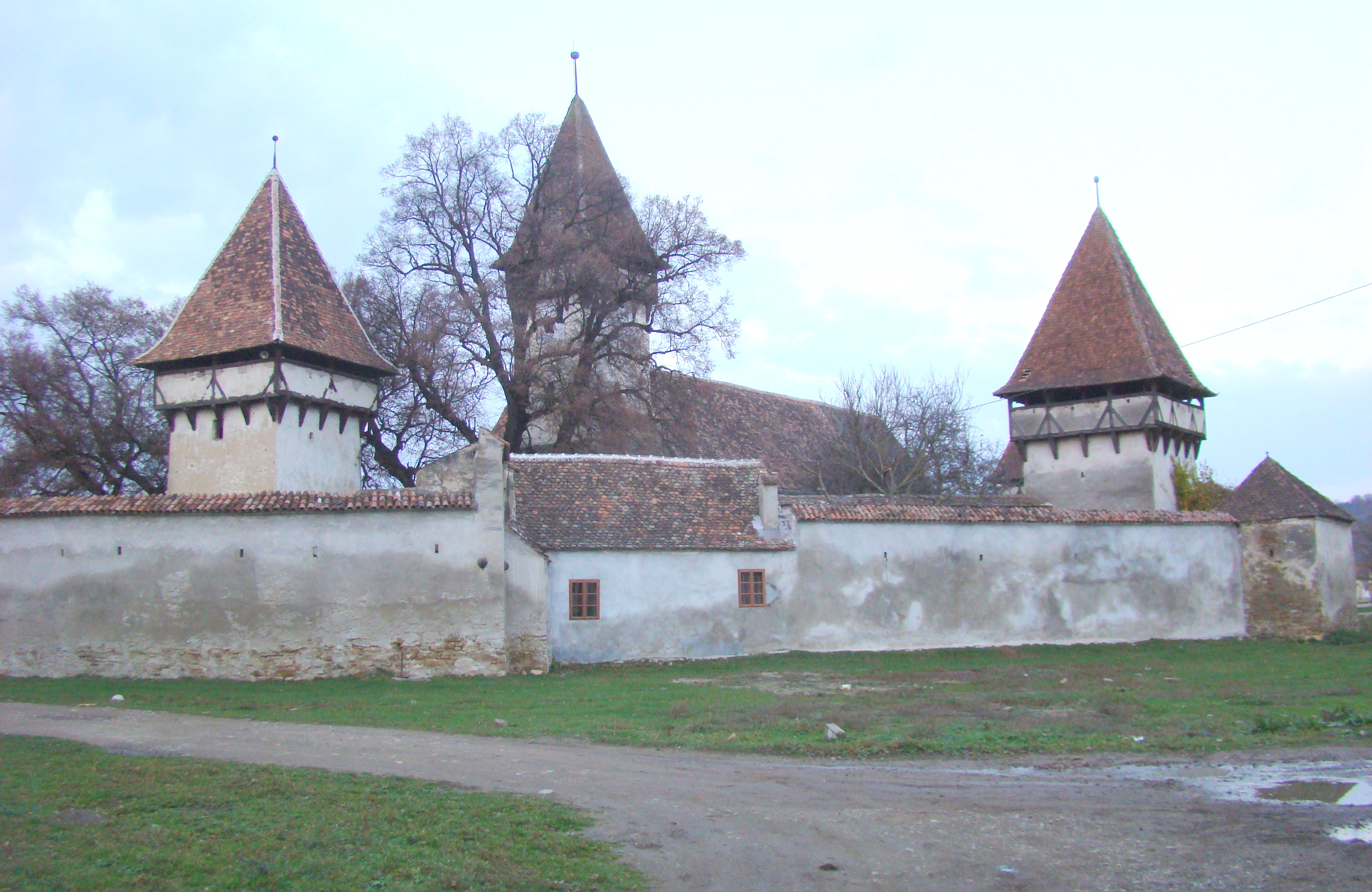
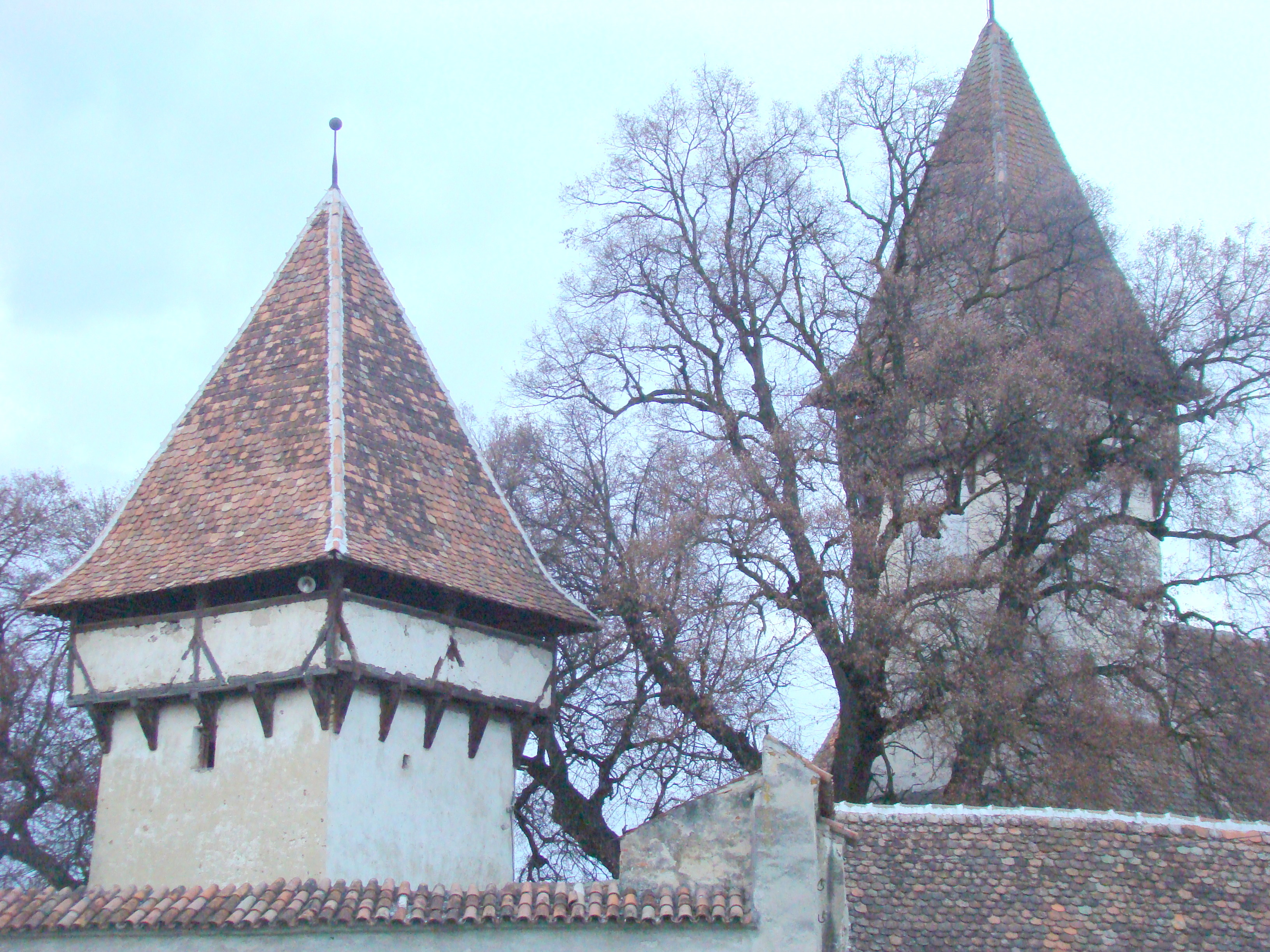
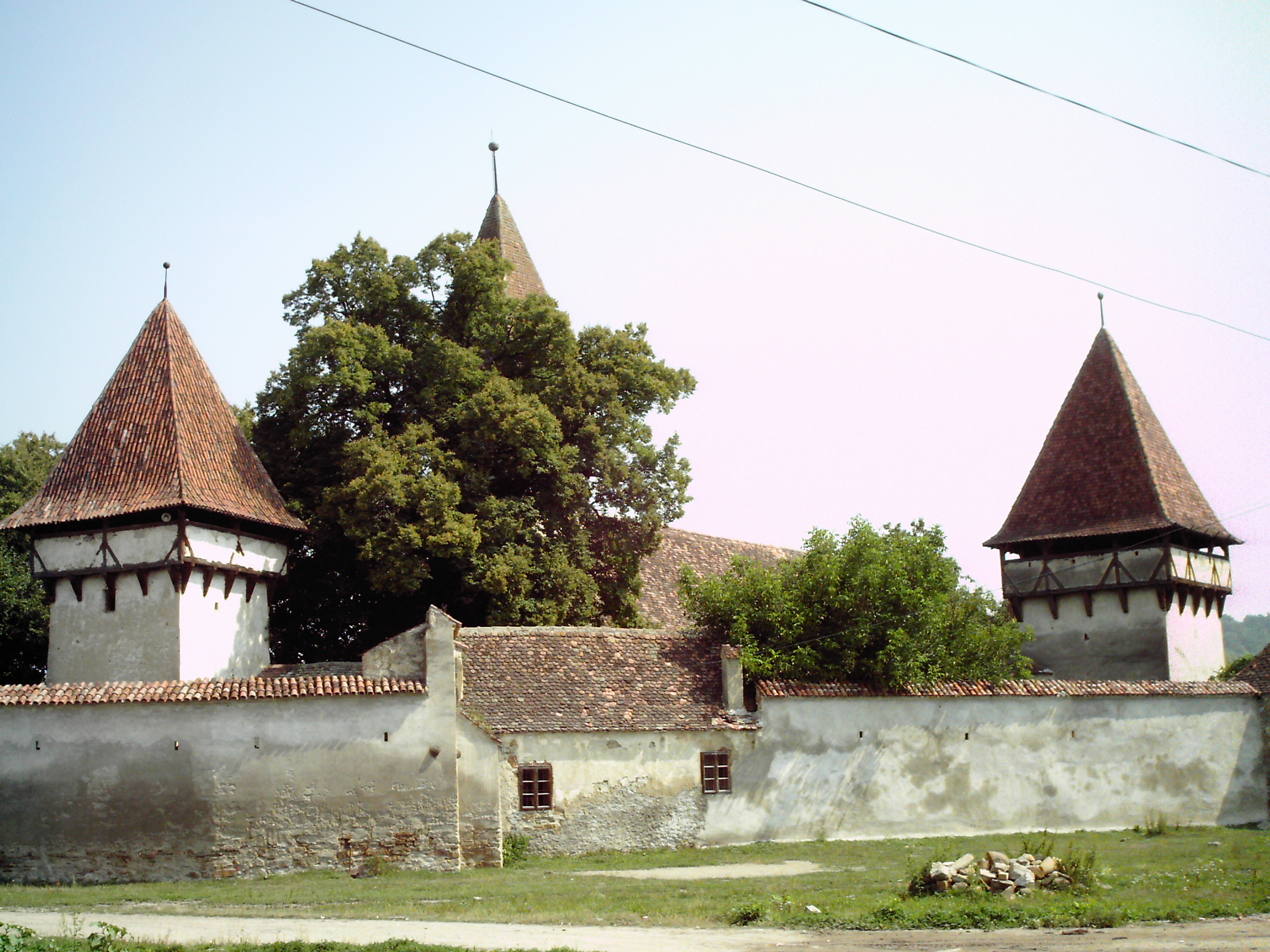